# 江口清
江口 清（えぐち きよし、1909年8月20日 - 1982年6月12日）は、東京・神田出身のフランス文学翻訳者、小説家。旧アテネ・フランセ高等科卒。調布学園短期大学教授、早稲田大学講師を務める。レイモン・ラディゲ研究の第一人者であった。
1930年11月、坂口安吾、葛巻義敏らと同人誌『言葉』を、1931年5月に『青い馬』を創刊した。
生涯において100冊以上の翻訳、小説、エッセイ、比較文化、フランス文学の著書を残した。

## 著書
- 『特選健歩百コース』（朋文堂）1942
- 『天の手袋 - ラディゲの生涯と作品』（角川新書）1957
- 『天の手袋 - ラディゲの評伝』（雪華社、1969
- 『天の手袋 - レーモン・ラディゲの生涯』（カルチャー出版社）1977
- 『ナポレオン 悲劇の英雄』（岩崎書店）1960
- 『世界の文学365日』（河出書房新社）1967
- 『レイモン・ラディゲと日本の作家たち』（清水弘文堂）1973

## 翻訳
- 『魔に憑かれて』（ラディゲ、春陽堂）1934
のち『肉体の悪魔』（角川文庫）
- 『二重の誤解』（プロスペル・メリメ、改造文庫）1940
のち角川文庫
- 『ダフニスとクロエ』（ロンゴス原作、クウリエ仏訳、思索社）1947
- 『フレデリックの恋』（アルフレド・ド・ミュッセ、南北書園）1947
- 『転落の貴族 ある貧しき青年の話』（Le roman d'un jeune homme pauvre、オクターブ・フイエ、大木登志夫共訳、新人社） 1948
- 『恋に生きなん』（アルフレッド・ミュッセ、若草書房） 1948
- 『味覚のノート』（ブリア・サヴアラン、アルス選書）1948
- 『太陽の下に』（Au soleil、モオパッサン、思索社）1948
- 『気紛れ』（ミユツセ、世界文学社） 1949
- 『ほくろの女』（アルフレッド・ミユッセ、改造社） 1949
- 『贋のドミートリイ』（メリメ、文藝春秋新社） 1949
のち角川文庫
- 『カルメン』（メリメ、日本教文社） 1949
のち旺文社文庫
- 『或る女への手紙』（上・下）（メリメ、岩波文庫） 1951 - 1953
- 『ドルジェル伯の舞踏会』（レイモン・ラディゲ、三笠文庫） 1952
のち旺文社文庫
- 『ボーランクール夫人への手紙』（プロスペル・メリメ、細川書店） 1952
- 『ラディゲ全集』（中央公論社） 1953
増訂版　1956
  - 『ラディゲ全集』（雪華社） 1964

定本版　1970
  - 『レーモン・ラディゲ全集』（東京創元社） 1976
- 『スイス史』（シャルル・ジリヤール、白水社、文庫クセジュ） 1954
- 『メリメ選集』（創元文庫） 1954
- 『短編』（ルメートル、創元社、世界少年少女文学全集38）  1955
- 『日本の恋に雪が降る』（ポール・ムーセ、中央公論社） 1955
- 『子供は知つていた』（エドモン・ジャルー、河出新書） 1956
- 『マッターホルンの十字架』（シャルル・ゴス、朋文堂、エーデルワイス叢書） 1956
- 『なんでも自由にできる国』（Le pays des trente-six mille volontes、 アンドレ・モーロワ、東京創元社、世界少年少女文学全集19）　1957
- 『八十日間世界一周』（ ジュール・ヴェルヌ、東京創元社、世界大ロマン全集10） 1957
のち角川文庫
- 『月世界旅行 / マルティン・パス』（ヴェルヌ、東京創元社、世界大ロマン全集55）　1958
のち『月世界へ行く』（創元SF文庫）
- 『悪魔の発明』（ベルヌ、岩崎書店、冒険名作選集） 1959
- 『地底の探検』（ベルヌ、岩崎書店、冒険名作選集）　1959
のち『地底旅行』（講談社文庫）
- 『女とあやつり人形』（La femme et le Pantin、ピエール・ルイス、清和書房） 1959
- 『少年と川』（L’Enfant et la rivière、アンリ・ボスコ(Henri Bosco)、あかね書房）　1960
- 『ジャン・バルシャン物語』（ユーゴー、東京創元社）　1960
- 『ヴェネチアの恋 / 愛のデュエツト / 詩人の母』（The Love Affair of Venice / Duet of Love / The Mother of Poet、A・アダム(Antoine Adam)、筑摩書房、世界ノンフィクション全集25）　1961
「愛のデュエツト」（H・W・ベール）は山口四郎訳、「詩人の母」（A・グンデルト）は高橋健二訳
- 『怪盗ルパン』（モーリス・ルブラン、講談社）　1961
- 『女魔術師』（Les Magiciennes、ボワロ&ナルスジャック、創元推理文庫）　1961
- 『マルタン君物語』（マルセル・エーメ、筑摩書房、世界ユーモア文学全集）　1961
のち講談社文庫
のちちくま文庫
- 『地獄の遍歴者 = ランボーの生涯 / 魂の歌 = リルケの生涯と文学 / ヴィヨン物語』（ジャン=マリー・カレ(Jean-Marie Carré)、角川書店、世界の人間像10）　1962
「魂の歌」（キッペンベルク）は星野慎一訳
「ヴィヨン物語」（フランシス・カルコ）は佐藤輝夫訳
のち『地獄の遍歴者 - アルチュール・ランボーの生涯』（立風書房）
- 『女の一生 / 外套』（モーパッサン / ゴーゴリ、学習研究社、世界青春文学名作選21） 1965
「外套」は北垣信行訳
- 『愛の手紙による恋愛作法』訳編（講談社） 1965
- 『すばらしい王子 / ふたりのおばかさん』（セギュール夫人、岩崎書店、セギュール夫人童話集 1）　1966
- 『家なき子』（エクトル・マロ、ポプラ社）　1967
- 『海底二万里』（ヴェルヌ、集英社、ヴェルヌ全集） 1967
のち集英社文庫
- 『眠れる森の美女』（シャルル・ペロー、角川文庫）　1969
- 『衝動』（フェリシャン・マルソー(Félicien Marceau)、調佳智雄共訳、雪華社） 1970
- 『三銃士』（上・下）（デュマ・ペール、旺文社文庫）1970
- 『マノン・レスコー』（アベ・プレヴォ、雪華社） 1971
- 『リラの森』（セギュール夫人、角川文庫）　1971
- 『パリの秘密』全4巻（Les Mystères de Paris、ウジェーヌ・シュー、集英社、世界の名作） 1971
- 『奇岩城』（ルブラン、旺文社文庫）　1973
のち集英社文庫
- 『風車小屋だより』（ドーデ、立風書房、世界青春文学館） 1973
- 『砂漠の豹イブン・サウド / 志士フメリニーツキー / ガンジー自叙伝』（ブノアメシャン / プロスペル・メリメ / ガンジー、筑摩書房、ノンフィクション全集13） 1974
「砂漠の豹イブン・サウド」（ブノアメシャン）は 牟田口義郎、河野鶴代訳
「ガンジー自叙伝」（ガンジー）は木暮義雄訳
- 『メリメ全集 4 カスティーリャ王ドン・ペドロ一世伝』（河出書房新社） 1977
- 『メリメ全集 5 アメリカにおける贋の王子・ほか』（河出書房新社） 1978
- 『気球旅行の五週間』（ジュール・ヴェルヌ、パシフィカ、海と空の大ロマン） 1979
- 『洋上都市』（ジュール・ヴェルヌ、山崎剛太郎共訳、パシフィカ、海と空の大ロマン） 1979
- 『永遠のアダム / エーゲ海燃ゆ』（ジュール・ヴェルヌ、佐藤功共訳、パシフィカ、海と空の大ロマン） 1979
- 『皇帝の密使ミハイル・ストロゴフ』（ジュール・ヴェルヌ、パシフィカ、海と空の大ロマン） 1979
- 『十五少年漂流記』（ジュール=ヴェルヌ、暁教育図書）1979